# NoteCards
NoteCards(ノートカーズ)は、1984年にランドール・トリッグ(Randall Trigg)、フランク・ハラズ(Frank Halasz)、トーマス・モラン(Thomas Moran)によってゼロックスPARCで開発されたハイパーテキストベースの個人知識ベースシステムである。 NoteCardsは、メリーランド大学カレッジパークでの1983年ハイパーテキストに関するトリッグの先駆的な博士論文の後に開発された。 

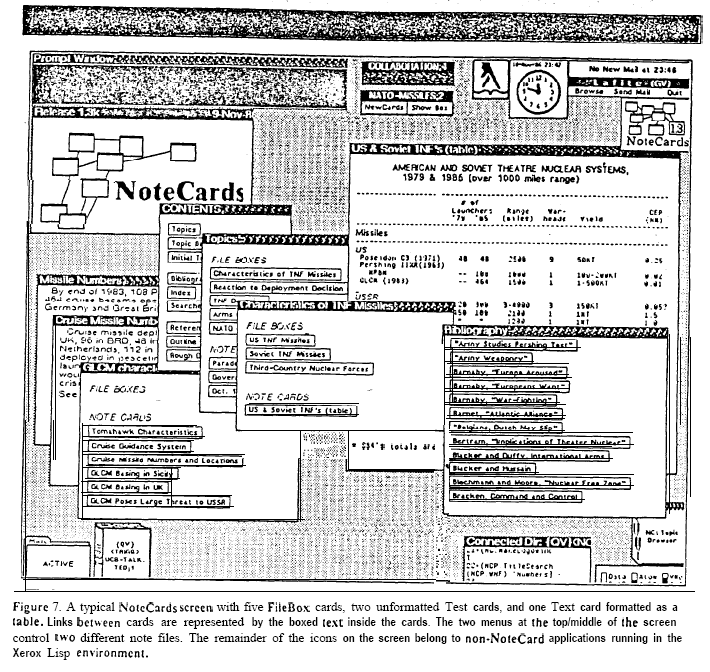
NoteCardsハイパーテキスト・アプリケーションの画面

NoteCardsは、ノートカード、リンク、ブラウザカード、ファイルボックスという4つの基本的な種類のオブジェクトをモデルにして作られた。 各ウィンドウはキューカードに類似し、ウィンドウのサイズは異なる場合があるが、コンテンツはスクロールできなかった。 ローカルマップとグローバルマップは、ブラウザを介して利用できた。 40以上の異なるノードがあり、さまざまなメディアに対応していた。 
NoteCardsの基本的な構成は、型付けられたリンクによって接続されたノートカードで構成される意味ネットワークである。各ノートカードには、テキスト、グラフィックス、画像、またはその他の編集可能な実体で具現化された任意の量の情報が含まれている。リンクは、カード間のバイナリ接続を表現するために使用される。NoteCardsには、カードとリンクのネットワークを管理するのに役立つ、ブラウザとファイルボックスという2つの特殊なタイプのカードがある。—"Notecards in a nutshell" (1987)
NoteCardsは、大型の高解像度ディスプレイを備えたゼロックス社のDマシンワークステーションにLISP言語で実装された。 NoteCardsのインターフェースはイベント駆動型である。 NoteCardsの興味深い機能の1つは、LISPコマンドを使用して、まったく新しいノードタイプをカスタマイズしたり作成できることであった。 強力なプログラミング言語により、NoteCardsの作業環境全体をほぼ完全にカスタマイズできた。 

## 可用性
NoteCardsは、Common LispソフトウェアのベンダーであるVenue から市販されており、Solaris 2.5と7(それ以降のバージョンでは未検証)とLinux x86用にコンパイルされ、X Window Systemで利用できるようになっていた。